# Acrocercops gossypii
Acrocercops gossypii là một loài bướm đêm thuộc họ Gracillariidae. Nó được tìm thấy ở Nam Phi.
Ấu trùng ăn Gossypium herbaceum và Gossypium hirsutum. Chúng ăn lá nơi chúng làm tổ.